# Fédération de la haute couture et de la mode
Pour les articles homonymes, voir FFC.
La Fédération de la Haute Couture et de la Mode (FHCM) (anciennement Fédération française de la couture, du prêt-à-porter des couturiers et des créateurs de mode ou FFC jusqu'en 2017) a une double mission : celle d’une organisation professionnelle et à ce titre, elle apporte ainsi des services à ses membres, et les représente dans l’écosystème professionnel et auprès des pouvoirs publics en France et en Europe. Celle d’une organisation événementielle avec la Paris Fashion Week et la Semaine de la haute couture, dont elle structure les calendriers officiels et les activités adjacentes. Elle s’attache ainsi à conforter la place de Paris en tant que capitale mondiale de la mode.

## Historique
1868 : Création de la Chambre Syndicale de la Couture, des Confectionneurs et des Tailleurs pour Dames et Fillettes, à l’initiative de Charles Frederick Worth.  
1911 : L’organisation prend le nom de Chambre Syndicale de la Couture Parisienne.
1945 : L’appellation contrôlée "Haute Couture » est créée. L’organisation devient la Chambre Syndicale de la Haute Couture.
1973 : Création de la Chambre Syndicale du Prêt-à-Porter des Couturiers et des Créateurs de Mode ainsi que la Chambre Syndicale de la Mode Masculine. Création le même jour de la Fédération Française de la Couture, du Prêt-à-Porter des Couturiers et des Créateurs de Mode.
2017 : Devient la Fédération de la Haute Couture et de la Mode.
2024 : Réforme Institutionnelle des instances de la Fédération de la Haute Couture et de la Mode. Cette réforme, menée à des fins de simplification, réunit les trois instances Chambres Syndicales, désormais dénommées Comités au sein d’une structure unique : la Fédération de la Haute Couture et de la Mode.
- le Comité de la Mode Masculine est présidé par Elsa Lanzo.
- la Comité de la Mode Féminine est présidé par Anouck Duranteau-Loeper.
- Le Comité de la Haute Couture est présidé par Sidney Toledano.

### Fondements
Après la Seconde Guerre mondiale, le marché de l’habillement est occupé par trois intervenants : la couture, qu'elle soit réalisée chez soi ou auprès de couturières de quartier, qui détient la majeure partie, la haute couture, et la confection, ancêtre du prêt-à-porter. La Fédération nationale de la couture est fondée le 25 février 1945. Elle associe les grands couturiers parisiens issus de la Chambre syndicale de la couture parisienne ainsi que les couturiers de province autorisés à reproduire leurs modèles et faire usage du nom des prestigieuses maisons. Dès l'année suivante, les choses évoluent : l'ancienne « confection pour dames » est rebaptisée « industrie du vêtement féminin » ; la Fédération du vêtement féminin est fondée. Les divergences sont nombreuses avec les couturiers. Depuis 1910 où les couturiers se sont désolidarisés des confectionneurs, la séparation est alors claire entre une haute couture manuelle et une production industrielle.
À la fin des années 1950, la haute couture régresse et ne peut survivre avec son modèle économique désuet. Jacques Heim, alors président de la Chambre syndicale de la couture parisienne, encourage les membres de la haute couture dans leur volonté de créer le « prêt-à-porter des couturiers ». De très nombreuses expériences avaient été réalisées les décennies passées, mélange de confection et de couture, avec plus ou moins de succès. Au cours des années suivantes, le prêt-à-porter des couturiers connait la même croissance que les créations des autres stylistes et au début des années 1970, la notoriété de nombreux jeunes créateurs atteint celle des grands couturiers,. Plusieurs de ces derniers souhaitent ne plus différencier haute couture et prêt-à-porter, jusqu'à vouloir les regrouper au sein d'un même défilé. 
La Fédération française de la couture, du prêt-à-porter des couturiers et des créateurs de mode est fondée en octobre 1973, en même temps que la Chambre syndicale de la mode masculine (présidée au départ par Pierre Cardin) et la Chambre syndicale du prêt-à-porter des couturiers et des créateurs de mode. Cette dernière est créée sous l'impulsion de Jacques Mouclier alors président délégué de la Chambre syndicale de la couture et de Pierre Bergé qui en prend la présidence. La Chambre syndicale de la couture est rattachée à la Fédération : de cette façon, les couturiers et stylistes perpétuent la séparation entre le prêt-à-porter de marque et la confection en gros rattachée à une autre fédération. Madame Grès, alors présidente de la haute couture, prend la direction de la Fédération lors de sa création. Nécessaire réorganisation, tout ceci entérine le regroupement de la confection avec les couturiers et stylistes, séparés soixante-trois plus tôt.
L'une des premières actions de la Fédération est de regrouper les défilés éparses en un lieu commun. D'abord au récent Palais des Congrès pour quelques mois, puis au Jardin d'acclimatation, aux Tuileries, au forum des Halles, puis dans la Cour Carrée du Louvre pour de nombreuses années, à partir des années 1980. Les présentations dans les murs des maisons de couture sont révolues. Les autres missions concernent la médiatisation des adhérents de la Fédération, la formation, ou l'ouverture de Paris capitale de la mode aux stylistes étrangers, ce qui ne se fait pas sans crainte de la part des créateurs français en place.
Mais dans les années 1980, la cohabitation entre la « couture » et les « créateurs de mode » ne se fait pas sans heurt. Les relations vont s'améliorer dans les années qui suivent. Le mélange des genres, entre les maisons de haute couture qui produisent du prêt-à-porter et les créateurs de mode qui font du sur mesure, fait que les barrières s'estompent : coordonnant les Chambres entre elles, « la Fédération française de la couture est devenue plus homogène ». Durant cette décennie, Jack Lang remet en question l'occupation — qui devait être temporaire — de la Cour Carrée, souhaitant une solution définitive pour la Fédération. Dans le cadre du projet du Grand Louvre, un bâtiment est construit qui permettra finalement à la mode de défiler au Carrousel du Louvre. Les « Oscars de la Mode », éphémère événement médiatique, sont organisés par la Fédération en 1985.
De 1988 à 1998, la fédération est dirigée par Jacques Mouclier, qui a permis notamment l'accès aux défilés parisiens pour les marques étrangères. Didier Grumbach lui succède et reste président de la fédération jusqu'en 2014.

### De nos jours
À l'exception de la Chambre syndicale de la couture uniquement parisienne, les deux autres composantes de la Fédération sont également internationales et accueillent des membres étrangers depuis 1998.
Cette Fédération regroupe actuellement une centaine de groupes industriels de la mode. La Fédération a aussi une école de mode par l'intermédiaire de la Chambre syndicale de la haute couture, l'École de la chambre syndicale de la couture parisienne créée en 1927. En 2013, le marché de la haute couture française représente un chiffre d'affaires de 15 milliards d'euros.  Elle collabore également avec la Fédération Française du Prêt à Porter Féminin à partir de 2016 pour aider les jeunes marques à se développer.

## Activité
La Fédération a été créée pour mieux défendre les intérêts et pour coordonner les trois chambres syndicales qui la composent, pour promouvoir la profession des entrepreneurs et industriels de la mode et pour donner de la cohérence à la communication de cette profession : « une politique d'ensemble [peut] être menée ». Elle encourage les nouveaux créateurs et représente les intérêts des marques en protégeant les droits de propriété intellectuelle,. Elle négocie la convention collective et autres négociations paritaires. Elle a également des liens étroits avec l'Union nationale artisanale de la couture et des activités connexes, un syndicat de couturiers, retoucheurs, modistes, brodeurs. Les entreprises de la Fédération ont un effet d'entraînement sur l'activité des façonniers et sous-traitants.
La Fédération fixe aussi les dates et le lieu des semaines des défilés à Paris,, que ce soit pour la haute couture ou pour le prêt-à-porter féminin et masculin, en coordination avec Londres, New York et Milan.
La Fédération est également chargée de former une commission indépendante qui recommande chaque année au ministère de l'industrie les nouvelles maisons de couture qui devraient bénéficier du label "haute couture". Les marques désignées par la fédération devaient être recommandées par deux autres noms de la couture, présenter au moins 2 collections contenant au moins 25 modèles par an, et posséder au moins 20 salariés, mais ces critères ne sont aujourd'hui plus obligatoires.
Son ancien président, Didier Grumbach, met en exergue les synergies entre la haute couture et le prêt-à-porter. « Quand la haute couture était organisée et structurée comme elle l‘était en 1944, le prêt-à-porter créatif n‘existait pas. Aujourd'hui, Chanel et Dior, les plus mythiques maisons de couture, sont aussi les plus gros exportateurs français de prêt-à-porter et sans celui-ci, leur ligne couture n'existerait pas. La haute couture est devenue la partie supérieure du prêt-à-porter, un service pour les adeptes de la marque» explique-t-il en 2009.
Depuis 2012, la Fédération française de la couture a créé un showroom intitulé Designers apartment afin de soutenir et promouvoir des créateurs émergents. Ce showroom présente les collections d'une sélection de créateurs, basés à Paris et ayant une société française, dans un hôtel particulier parisien. Les collections sont exposées à destination de la presse et des acheteurs.
En 2014, après le départ de Didier Grumbach, la présidence de la Fédération est assurée par Ralph Toledano (ne pas confondre avec Sidney Toledano, président de la chambre syndicale de la mode masculine, sans lien de parenté).